# Crazy Ex-Girlfriend
| Оценки критиков      | Оценки критиков |
| Источник             | Оценка          |
| -------------------- | --------------- |
| AllMusic             | [ 1 ]           |
| The Austin Chronicle | [ 2 ]           |
| Blender              | [ 3 ]           |
| The Boston Phoenix   | [ 4 ]           |
| Entertainment Weekly | A−              |
| MSN Music            | A               |
| PopMatters           | 6/10            |
| Rolling Stone        | [ 8 ]           |
| Slant Magazine       | [ 9 ]           |
| Stylus Magazine      | A               |

Crazy Ex-Girlfriend — второй студийный альбом американской кантри-певицы и автора-исполнителя Миранды Ламберт, изданный 1 мая 2007 года на студии Columbia Nashville. Диск возглавил американский кантри-чарт Top Country Albums и вошёл в десятку лучших в общенациональном хит-параде Billboard 200 (№ 6, США).
В 2008 году Revolution получил награду как «Лучший кантри-альбом года» (Album of the Year) на церемонии Academy of Country Music Awards.

## Запись и релиз
Crazy Ex-Girlfriend был записан в трёх разных студиях в Нашвилле (Теннесси) и включает 11 треков. Восемь из них были написаны или самой Ламберт или при её соавторстве. Три других трека это кавер-версии. Песня «Getting Ready» была написана Patty Griffin, и появилась на её релизе 2007 года Children Running Through. Песня «Easy from Now On» (написана Карлин Картер и Сюзанной Кларк) в оригинале была в Top-15 кантри-чарта Billboard как хит в исполнении Эммилу Харрис и появилась на её альбоме 1978 года, Quarter Moon in a Ten Cent Town. Песня «Dry Town» была написана Гиллиан Уэлч и David Rawlings, но не выходила на альбомах до диска 2017 года Boots No 1: The Official Revival Bootleg.
Большинство треков альбома говорят о планировании мести её бывшим любовникам. Ламберт сказала, что она черпала вдохновение для написания такой музыки, потому что оба её родителя были частными детективами, и она часто узнавала о преступлениях. Фрэнк Лидделл и Майк Руке были выбраны в качестве продюсеров альбома, так как оба ранее выпускали её релиз 2005 года, Kerosene.

## Реакция общественности
Альбом Revolution получил почти единодушное одобрение и положительные отзывы от большинства музыкальных критиков и интернет-изданий, например, таких как Metacritic, AllMusic, Rolling Stone, Robert Christgau, Slant Magazine, Stylus Magazine, Blender.
В конце 2007 года Crazy Ex-Girlfriend был назван 4-м лучшим альбомом года журналом Time. Он также стал альбомом года № 15 по опросу Pazz & Jop, проведённому The Village Voice. Роберт Кристгау назвал его альбомом года № 7. Журнал Rolling Stone назвал его альбомом года № 26 в своём итоговом годовом списке 2007 года,, а титульный трек как сингл № 28 по итогам всего года. В 2010 году издание Rhapsody включило альбом в Список лучших кантри-дисков десятилетия под № 10 («Country’s Best Albums of the Decade»). Журнал Newsweek поставил альбом на позицию № 4 в своём списке лучших дисков года («Best Albums of the Decade»).

## Коммерческий успех
Crazy Ex-Girlfriend официально вышел 3 мая 2007 года, дебютировав на первом месте хит-парад Billboard Top Country Albums и на № 6 в чарте Billboard 200 с тиражом 53,000 копий в первую неделю релиза. Он стал вторым для Ламберт лидером кантри-чарта Billboard Top Country Albums после Kerosene, который также дебютировал на № 1 в 2005 году. Альбом был сертифицирован в золотом статусе Recording Industry Association of America 2 июня 2008 года за тираж более 500,000 копий в США. 21 января 2011 года спустя почти 4 года альбом Crazy Ex Girlfriend сертифицировали в платиновом статусе за тираж 1,573,300 копий в США.
Титульная песня с Crazy Ex-Girlfriendстала первым или лид-синглом 26 декабря 2006 года. TПесня дебютировала на № 55 в чарте Billboard Hot Country Songs за неделю до официального выхода на радио. Песня не стала большим хитом, достигнув только № 50. В апреле третий трек в альбома, «Famous in a Small Town» вышел в качестве второго сингла и дебютировал на № 54 в кантри-чарте Billboard. Песня стала первым большим хитом с альбома и достигла № 14 в конце 2007 года. Трек «Gunpowder & Lead» вышел как третий сингл с альбома в январе 2008 года. Песня стала для Ламберт первым хитом в кантри-чарте Top-10 достигшим пика на № 7, и на № 52 в Billboard Hot 100. Трек «More Like Her» стал 4-м и финальным синглом с альбома достиг № 17 в кантри-чарте в начале 2009 года. 8 декабря 2012 года альбом Crazy Ex-Girlfriend снова вошёл в чарт Billboard 200 (под № 56) почти 5 лет спустя даты первого релиза.

## Список композиций
| №                   | Название                 | Автор(ы)                        | Длительность |
| ------------------- | ------------------------ | ------------------------------- | ------------ |
| 1.                  | «Gunpowder & Lead»       | Miranda Lambert, Heather Little | 3:11         |
| 2.                  | «Dry Town»               | David Rawlings, Gillian Welch   | 2:42         |
| 3.                  | «Famous in a Small Town» | Lambert, Travis Howard          | 4:05         |
| 4.                  | «Crazy Ex-Girlfriend»    | Lambert, Howard                 | 3:07         |
| 5.                  | «Love Letters»           | Lambert                         | 2:45         |
| 6.                  | «Desperation»            | Lambert                         | 3:31         |
| 7.                  | «More Like Her»          | Lambert                         | 3:28         |
| 8.                  | «Down»                   | Lambert, Howard                 | 3:55         |
| 9.                  | «Guilty in Here»         | Lambert, Howard                 | 2:43         |
| 10.                 | «Getting Ready»          | Patty Griffin                   | 3:21         |
| 11.                 | «Easy from Now On»       | Carlene Carter, Susanna Clark   | 4:37         |
| Общая длительность: | Общая длительность:      | Общая длительность:             | 37:25        |

| №   | Название              | Автор(ы)                 | Длительность |
| --- | --------------------- | ------------------------ | ------------ |
| 12. | «Nobody's Used to Be» | M. Lambert, Rick Lambert | 2:48         |

| №   | Название       | Автор(ы)                        | Длительность |
| --- | -------------- | ------------------------------- | ------------ |
| 12. | «Girl Like Me» | Heather Little, Miranda Lambert | 2:55         |

| №   | Название                 | Автор(ы)                                        | Длительность |
| --- | ------------------------ | ----------------------------------------------- | ------------ |
| 12. | «Take It Out on Me»      | Miranda Lambert, Travis Howard, Dennis Matkosky | 3:29         |
| 13. | «I Just Really Miss You» | Lambert, Keith Gattis, Howard                   | 5:23         |

Три бонусных трека позднее вышли на Dead Flowers EP в 2009 году.

## Чарты
| Чарт (2007)                       | Высшая позиция |
| --------------------------------- | -------------- |
| U.S. Billboard 200                | 6              |
| U.S. Billboard Top Country Albums | 1              |

| Регион | Сертификация | Продажи   |
| --- | ------------ | --------- |
| США (RIAA) | Платиновый   | 1,573,300 |
| * Данные о продажах приведены только на основе сертификации. ^ Данные о тиражах приведены только на основе сертификации. |              |           |

### Синглы
| 2006                   | «Crazy Ex-Girlfriend»    | 50 | —  |
| 2007                   | «Famous in a Small Town» | 14 | 87 |
| 2008                   | «Gunpowder & Lead»       | 7  | 52 |
| 2008                   | «More Like Her»          | 17 | 90 |
| «—» неучастие в чарте. |                          |    |    |

## Награды и номинации
| Награда                              | Категория   | Результат |
| ------------------------------------ | ----------- | --------- |
| 2008 Academy of Country Music Awards | Альбом года | Победа    |